# Rubén Techera
Rubén Techera, vollständiger Name: Rubén Héctor Techera González, (* 12. Dezember 1946 in Montevideo) ist ein ehemaliger uruguayischer Fußballspieler.

## Verein
Mittelfeldakteur Techera gehörte 1964 bis 1965 dem Kader der Rampla Juniors in der Primera División an. 1964 wurde er mit seinem Verein uruguayischer Vize-Meister. Sodann schloss er sich von 1966 bis 1969 Nacional an. 1966 und 1969 gewann er dort die Meisterschaft. In der Spielzeit 1970 stand er in Reihen des Club Atlético Cerro. Anschließend führte Techeras Weg ins Ausland. Zunächst trat Techera 1972 ein Engagement in Peru bei José Gálvez an. Es folgte eine von 1972 bis 1975 währende Zeit bei Universitario de Deportes. Dort erreichte er 1972 mit seinem Verein die Endspiele um die Copa Libertadores. Die Peruaner scheiterten jedoch am argentinischen Vertreter CA Independiente. 1974 konnte er dann aber mit seinem Team den Gewinn der Landesmeisterschaft feiern. In den Jahren 1975 bis 1976 und 1977 bis 1978 waren seine Arbeitgeber Atlante und Unión de Curtidores (23 Spiele, zwei Tore), die beide in der Primera División Mexikos spielten.

## Nationalmannschaft
Techera nahm mit Uruguays Auswahl an der Junioren-Fußball-Südamerikameisterschaft 1964 in Kolumbien teil, bei der diese den Titel gewann. Im Verlaufe des Turniers wurde er von Trainer Juan Carlos Ranzone viermal (ein Tor) eingesetzt. Techera war auch Mitglied der A-Nationalmannschaft Uruguays, für die er zwischen dem 4. Januar 1967 und dem 2. Juli 1969 fünf Länderspiele absolvierte. Ein Länderspieltor erzielte er nicht. Techera gehörte zum Aufgebot Uruguays bei der Südamerikameisterschaft 1967, die die Celeste zu ihren Gunsten entschied.

## Erfolge
- Junioren-Südamerikameister: 1964
- Südamerikameister: 1967
- 2× Uruguayischer Meister: 1966, 1969
- Peruanischer Meister: 1974